# Mézos
Mézos é uma comuna francesa na região administrativa da Nova Aquitânia, no departamento Landes. Estende-se por uma área de 85,1 km². Em 2010 a comuna tinha 835 habitantes (densidade: 9,8 hab./km²).